# Präsidentschafts- und Parlamentswahl in Mexiko 2006
Die Präsidentschafts- und Parlamentswahl in Mexiko 2006 fand am 2. Juli statt. Gewählt wurden der Präsident, die 500 Mitglieder der Abgeordnetenkammer und die 128 Mitglieder des Senats.
Bei der Präsidentschaftswahl traten Roberto Madrazo (PRI), Felipe Calderón (PAN) und Andrés Manuel López Obrador (PRD) gegeneinander an.
Der konservative Politiker Felipe Calderón wurde zwei Monate nach dieser Präsidentenwahl am 5. September 2006 zum Sieger erklärt und am 1. Dezember bei anhaltenden Protesten offiziell in das Amt eingeführt.
Die Präsidentschaftswahl war neben den Wahlen zum Senat bzw. Abgeordnetenhaus ein Teil der Allgemeinen Wahl 2006 in Mexiko.

## Vor den Wahlen
Weltweit erwartete man vor den Wahlen, Mexiko werde mit Andrés Manuel López Obrador den lateinamerikanischen Trend zu linker Regierungsbildung fortsetzen; neben Fidel Castro in Kuba, Hugo Chávez in Venezuela, Lula da Silva in Brasilien, Evo Morales in Bolivien, Tabaré Vázquez in Uruguay, Michelle Bachelet in Chile und Alan García in Peru würde ein weiteres lateinamerikanisches Land eine sozialdemokratische oder „sozialistische“ Regierung bekommen. Auch die Umfrageergebnisse deuteten Wochen vor der Wahl leicht auf einen Sieg von López Obrador hin.
Der PAN hatte ursprünglich sehr schlechte Beliebtheitswerte. Vor allem die Tatsache, dass große Teile der Bevölkerung mit der Regierung unter Vicente Fox unzufrieden waren und sich Felipe Calderón daher von der eigenen Regierung abgrenzen musste, ohne aber die ideologische Kontinuität der Politik in Frage zu stellen, führte zu starken Problemen mit der Glaubwürdigkeit der Partei. 
Oft wurde der Vorwurf laut, Vicente Fox habe mit populären Maßnahmen zu Ende seiner Amtszeit (z. B. dem Versuch als konservative Partei den privaten Drogenkonsum zu legalisieren) strategischen Einfluss auf die Popularität Felipe Calderóns genommen und damit sein Amt missbraucht. Es gelang dem PAN durch eine radikale Änderung der Wahlkampfstrategie, das Umfragetief überwinden.

## Listen und Parteien
| Listen in dem Stimmzettel | Listen in dem Stimmzettel | Listen in dem Stimmzettel                       | Parteien                                                                    | Präsidentschaftskandidaten | Präsidentschaftskandidaten  | Slogan                                                                                 |
| ------------------------- | ------------------------- | ----------------------------------------------- | --------------------------------------------------------------------------- | -------------------------- | --------------------------- | -------------------------------------------------------------------------------------- |
|                           |                           | Partido Acción Nacional                         | Partido Acción Nacional                                                     |                            | Felipe Calderón             | Para que vivamos mejor „Damit wir besser leben“                                        |
|                           |                           | Coalición Por el Bien de Todos                  | - Partido de la Revolución Democrática - Partido del Trabajo - Convergencia |                            | Andrés Manuel López Obrador | Por el bien de todos, primero los pobres „Für das Gemeinwohl, zuerst die Armen“        |
|                           |                           | Alianza por México                              | - Partido Revolucionario Institucional - Partido Verde Ecologista de México |                            | Roberto Madrazo             | Mover a México para que las cosas se hagan „Mexiko bewegen, damit die Dinge geschehen“ |
|                           |                           | Partido Alternativa Socialdemócrata y Campesina | Partido Alternativa Socialdemócrata y Campesina                             |                            | Patricia Mercado Castro     | Palabra de mujer „Wort einer Frau“                                                     |
|                           |                           | Partido Nueva Alianza                           | Partido Nueva Alianza                                                       |                            | Roberto Campa Cifrián       | Uno de tres „Einer von Dreien“                                                         |

## Ergebnis

### Präsidentschaftswahl
| Kandidaten                                                                       | Kandidaten                    | Parteien                                                 | Stimmen    | %    |
| -------------------------------------------------------------------------------- | ----------------------------- | -------------------------------------------------------- | ---------- | ---- |
|                                                                                  | Felipe Calderón               | Partido Acción Nacional                                  | 14.916.927 | 36,7 |
|                                                                                  | Andrés Manuel López Obrador   | Coalición Por el Bien de Todos (PRD – PT – Convergencia) | 14.683.096 | 36,1 |
|                                                                                  | Roberto Madrazo               | Alianza por México (PRI – PVEM)                          | 9.237.000  | 22,7 |
|                                                                                  | Patricia Mercado Castro       | Partido Alternativa Socialdemócrata y Campesina          | 1.124.280  | 2,8  |
|                                                                                  | Roberto Campa Cifrián         | Partido Nueva Alianza                                    | 397.550    | 1,0  |
|                                                                                  | Nicht registrierte Kandidaten | –                                                        | 298.204    | 0,7  |
| Gesamt                                                                           | Gesamt                        | Gesamt                                                   | 40.657.057 | 100  |
|                                                                                  |                               |                                                          |            |      |
| Ungültige Stimmen                                                                | Ungültige Stimmen             | Ungültige Stimmen                                        | 900.373    | 2,2  |
| Wähler                                                                           | Wähler                        | Wähler                                                   | 41.557.430 | 58,2 |
| Wahlberechtigte                                                                  | Wahlberechtigte               | Wahlberechtigte                                          | 71.374.373 |      |
|                                                                                  |                               |                                                          |            |      |
| Quellen: Instituto Federal Electoral, endgültiges Ergebnis, vorläufiges Ergebnis |                               |                                                          |            |      |

### Parlamentswahl

#### Abgeordnetenkammer
| Listen                                                             | Listen                                                   | Direktstimmen | Direktstimmen | Direktstimmen | Listenstimmen | Listenstimmen | Listenstimmen | Mandate Gesamt |
| Listen                                                             | Listen                                                   | Stimmen       | %             | Mandate       | Stimmen       | %             | Mandate       | Mandate Gesamt |
| ------------------------------------------------------------------ | -------------------------------------------------------- | ------------- | ------------- | ------------- | ------------- | ------------- | ------------- | -------------- |
|                                                                    | Partido Acción Nacional                                  | 13.753.633    | 34,2          | 137           | 13.845.121    | 34,3          | 69            | 206            |
|                                                                    | Coalición Por el Bien de Todos (PRD – PT – Convergencia) | 11.619.679    | 28,9          | 98            | 12.013.364    | 29,7          | 60            | 158            |
|                                                                    | Alianza por México (PRI – PVEM)                          | 11.941.842    | 29,7          | 65            | 11.676.585    | 28,9          | 58            | 123            |
|                                                                    | Partido Nueva Alianza                                    | 1.872.283     | 4,7           | –             | 1.883.476     | 4,7           | 9             | 9              |
|                                                                    | Partido Alternativa Socialdemócrata y Campesina          | 845.749       | 2,1           | –             | 850.989       | 2,1           | 4             | 4              |
|                                                                    | Nicht registrierte Kandidaten                            | 128.347       | 0,3           | –             | 128.825       | 0,3           | –             | –              |
| Gesamt                                                             | Gesamt                                                   | 40.161.533    | 100           | 300           | 40.398.360    | 100           | 200           | 500            |
|                                                                    |                                                          |               |               |               |               |               |               |                |
| Ungültige Stimmen                                                  | Ungültige Stimmen                                        | 1.033.665     | 2,5           |               | 1.037.574     | 2,5           |               |                |
| Wähler                                                             | Wähler                                                   | 41.195.198    | –             |               | 41.435.934    | –             |               |                |
|                                                                    |                                                          |               |               |               |               |               |               |                |
| Quellen: Instituto Federal Electoral, Direktstimmen, Listenstimmen |                                                          |               |               |               |               |               |               |                |

#### Senat
| Listen                                                             | Listen                                                   | Direktstimmen | Direktstimmen | Direktstimmen | Listenstimmen | Listenstimmen | Listenstimmen | Mandate Gesamt |
| Listen                                                             | Listen                                                   | Stimmen       | %             | Mandate       | Stimmen       | %             | Mandate       | Mandate Gesamt |
| ------------------------------------------------------------------ | -------------------------------------------------------- | ------------- | ------------- | ------------- | ------------- | ------------- | ------------- | -------------- |
|                                                                    | Partido Acción Nacional                                  | 13.889.159    | 34,4          | 41            | 14.035.503    | 34,5          | 11            | 52             |
|                                                                    | Coalición Por el Bien de Todos (PRD – PT – Convergencia) | 12.292.512    | 30,4          | 26            | 12.397.008    | 30,4          | 10            | 36             |
|                                                                    | Alianza por México (PRI – PVEM)                          | 11.622.012    | 28,8          | 29            | 11.681.395    | 28,7          | 10            | 39             |
|                                                                    | Partido Nueva Alianza                                    | 1.677.033     | 4,2           | –             | 1.688.198     | 4,1           | 1             | 1              |
|                                                                    | Partido Alternativa Socialdemócrata y Campesina          | 787.425       | 1,9           | –             | 795.730       | 2,0           | –             | –              |
|                                                                    | Nicht registrierte Kandidaten                            | 118.835       | 0,3           | –             | 119.422       | 0,3           | –             | –              |
| Gesamt                                                             | Gesamt                                                   | 40.386.976    | 100           | 96            | 40.717.256    | 100           | 32            | 128            |
|                                                                    |                                                          |               |               |               |               |               |               |                |
| Ungültige Stimmen                                                  | Ungültige Stimmen                                        | 1.016.997     | 2,5           |               | 1.021.932     | 2,4           |               |                |
| Wähler                                                             | Wähler                                                   | 41.403.973    | –             |               | 41.739.188    | –             |               |                |
|                                                                    |                                                          |               |               |               |               |               |               |                |
| Quellen: Instituto Federal Electoral, Direktstimmen, Listenstimmen |                                                          |               |               |               |               |               |               |                |

## Kontroverse
Bei der Auszählung ging der PRI als klarer Verlierer der drei großen Parteien hervor, während Felipe Calderón mit einem Vorsprung von rund 0,58 % bzw. 244.000 Stimmen unerwartet gegen Andrés Manuel López Obrador gewann. Andrés Manuel López Obrador focht im Anschluss daran das Ergebnis mit der Begründung an, dass es zu größeren Unregelmäßigkeiten bei der offiziellen Auszählung gekommen sei. Wahlbeobachter der Europäischen Union hatten die Wahl dagegen als weitgehend fair charakterisiert.
Am 5. August 2006 wurde in einem Urteil vom mexikanischen Bundeswahlgericht die vollständige Neuauszählung der Stimmen zurückgewiesen – für weniger als 10.000 der 130.500 Wahllokale jedoch eine erneute Auszählung im Zeitraum vom 9. bis zum 14. August angeordnet. Es handelt sich dabei um diejenigen Wahlurnen, bei denen die Vertreter der politischen Parteien fristgemäß und bürokratisch korrekt Zweifel an der Richtigkeit der Auszählung angemeldet hatten. Die Möglichkeit dazu bestand während der Auszählung am Wahltag und nochmals eine Woche danach. Andrés Manuel López Obrador dagegen hatte schon im Vorfeld des Urteils bei mehreren Demonstrationen angekündigt, dass er die friedlichen Protestaktionen fortsetzen wird, wenn das Wahlgericht nicht die vollständige Wiederauszählung der Stimmzettel anordnet. Erwartungsgemäß hat er sich daher vom Urteil des Bundeswahlgerichtes enttäuscht gezeigt und eine Verschärfung der Proteste angekündigt.
Die Proteste wurden daher im Vorfeld der Verkündung des zweiten Wahlausgangs deutlich ausgeweitet und blockierten nun auch die Städte Guadalajara und Monterrey sowie die Autobahn nach Acapulco. Bei einem Protestmarsch in Oaxaca wurde am 10. August 2006 ein Demonstrant von einem Heckenschützen erschossen. Die aufgebrachten Demonstranten warfen daraufhin der Regierung von Oaxaca vor, für diese Tat verantwortlich zu sein und die Wahlfälschungen zu decken.
Am 1. September 2006 kam es zum Eklat, als die Abgeordneten der Partei López Obrador im Parlament verhindern, dass Vicente Fox seinen Regierungsbericht verlesen kann. Immer stärker werden nun auch die Vorwürfe gegen Vicente Fox laut, er hätte entweder gar nicht Präsident sein dürfen, weil er kein Mexikaner sei – in jedem Fall aber sein Amt nicht dazu missbrauchen dürfen, Calderón zu mehr Popularität zu verhelfen.
Zwei Monate nach der Präsidentenwahl in Mexiko ist der konservative Politiker Felipe Calderón am 5. September 2006 zum Sieger erklärt worden. Die sieben Richter am Bundeswahlgericht stimmten nach Beratungen schließlich einstimmig dafür, die Wahl für gültig zu erklären. Nach dem jetzt offiziellen feststehenden Endergebnis hat Calderón, der Kandidat der regierenden Partei der Nationalen Aktion (PAN), einen Vorsprung von 235.329 Stimmen (0,56 Prozent) auf Andrés Manuel López Obrador von der Partei der Demokratischen Revolution (PRD).
Da in Mexiko ein Gesetz für die Transparenz aller staatlichen und sozialen Institutionen verabschiedet wurde, hat die politische Zeitschrift Proceso gefordert, alle Wahldokumente vom IFE zu erhalten, um eine Neuzählung aller Wahlen durchzuführen. Jedoch wurde diese Forderung zurückgewiesen, weil die Akten und Stimmzettel keine Dokumente seien, sondern nur Ausdrücke des Willen des Volkes.